# 阿拉干羅興亞伊斯蘭陣線
阿拉干羅興亞伊斯蘭陣線，是緬甸若開邦的伊斯蘭主義叛亂組織，由1986年活動至2001年，由曾在仰光大學受教育的羅興亞人律師努由努尔·伊斯兰姆領導。他也是羅興亞愛國陣綫的副主席。
在1998年，阿拉干羅興亞伊斯蘭陣線併入羅興亞民族軍，在2001年非正式地進入阿拉干羅興亞民族組織。